# Martin Muhr
Martin Muhr (ur. 17 czerwca 1971 w Bad Kötzting) – niemiecki trójboista siłowy i strongman.
Jeden z najlepszych niemieckich siłaczy.

## Życiorys
Martin Muhr wziął udział trzykrotnie w indywidualnych Mistrzostwach Świata Strongman, w latach 1998, 2000 i 2001. W Mistrzostwach Świata Strongman 1998 nie zakwalifikował się do finału.
Zakończył już karierę siłacza. Obecnie jest trenerem Mistrza Niemiec Strongman, Floriana Trimpla.
Wymiary:
- wzrost 188 cm
- waga 125 - 133 kg

## Osiągnięcia strongman
- 1995
  - 7. miejsce - Mistrzostwa Europy Strongman 1995
- 1996
  - 3. miejsce - Mistrzostwa Niemiec Strongman[3]
- 1998
  - 6. miejsce - Mistrzostwa Europy Strongman 1998
  - 9. miejsce - Drużynowe Mistrzostwa Świata Par Strongman 1998
- 1999
  - 2. miejsce - Mistrzostwa Niemiec Strongman
- 2000
  - 6. miejsce - Mistrzostwa Świata Strongman 2000
- 2001
  - 5. miejsce - Mistrzostwa Europy Strongman 2001
  - 5. miejsce - Drużynowe Mistrzostwa Świata Par Strongman 2001
  - 5. miejsce - Super Seria 2001: Praga
  - 5. miejsce - Mistrzostwa Świata Strongman 2001
  - 6. miejsce - Super Seria 2001: Sztokholm
- 2002
  - 6. miejsce - Drużynowe Mistrzostwa Świata Par Strongman 2002
  - 5. miejsce - Mistrzostwa Europy Strongman 2002
  - 4. miejsce - Super Seria 2002: Sztokholm
- 2003
  - 14. miejsce - Super Seria 2003: Oahu
  - 13. miejsce - Super Seria 2003: Hawaje